# Idaea mixta
Idaea mixta là một loài bướm đêm trong họ Geometridae.